# アエロコンポジット
アエロコンポジット（Aerocomposite、Аэрокомпозит）は、民間航空機用高分子複合材料（PCM）製部品・アセンブリ等を開発・製造・販売するロシアの航空機関連企業である。
「航空機向けPCM製品の開発・生産能力を集中させる」という目的の下、ロシアの国策航空機メーカーである統一航空機製造会社により設立された。同社はPCMを用いた耐荷重構造を開発・製造するための技術基盤を保有している。
アエロコンポジットは、エアバスA320やボーイング737等と競合する民間旅客機イルクート MS-21向けの全複合材製主翼を供給している他、リージョナル機スホーイ・スーパージェット100の複合材製主翼の国産化にも取り組んでいる。
生産施設はウリヤノフスクのアヴィアスタル-SPのほか、カザンのS・P・ゴルブノフ記念カザン航空機製造合同（KAPO）に置かれている。